# Soukeye Sarr
Soukeye Sarr (Dakar, 25 ottobre 1972) è un'ex cestista senegalese.

## Carriera
Con il Senegal ha disputato i Campionati mondiali del 1998.